# Монтефоска-Плачеида (Удине)
Монтефоска-Плачеида је насеље у Италији у округу Удине, региону Фурланија-Јулијска крајина.
Према процени из 2011. у насељу је живело 75 становника. Насеље се налази на надморској висини од 715 м.